# Diolok

A legegyszerűbb vicinális diol: etilénglikol

Benzoldiol

A diolok vagy glikolok olyan szerves vegyületek, amelyekben két hidroxilcsoport (−OH csoport) található. A funkciós csoportok páros előfordulása meglehetősen gyakori, így számos alkategóriát különböztetnek meg. A természetben a leggyakoribb diolok a cukrok és ezek polimerjei, a cellulóz. Az ipar által leggyakrabban használt diol az etilénglikol. További példák diolokra, melyekben a két hidroxilcsoport egymástól távolabb helyezkedik el: 1,4-butándiol (HO–(CH2)4–OH ), biszfenol-A, propilén-1,3-diol vagy béta-propilén-glikol (HO–CH2–CH2–CH2–OH).

## Csoportosításuk

### Geminális diolok
A geminális diolokban ugyanahhoz a szénatomhoz két hidroxilcsoport kapcsolódik. Ilyen például a metándiol (H2C(OH)2), mely a formaldehid hidratált formája. Másik példa a (F3C)2C(OH)2, a hexafluoraceton hidratált formája.

### Vicinális diolok
A vicinális diolokban a két hidroxilcsoport vicinális helyzetű, azaz szomszédos atomokhoz kapcsolódnak. Glikoloknak is nevezik őket. Vicinális glikol például a fagyállókban gyakran használt 1,2-etándiol vagy etilénglikol (HO−(CH2)2−OH) és a propán-1,2-diol vagy alfa-propilénglikol (HO−CH2−CH(OH)−CH3), melyet az élelmiszer- és gyógyszeripar használ, de a kevésbé mérgező fagyállók komponenseként is alkalmazzák.

### Diszjunkt diolok
A két hidroxilcsoportot egymástól messzebb tartalmazó diolokra példa az 1,4-butándiol (HO−(CH2)4−OH) és a biszfenol-A.

## Alifás diolok
| A diol lánca | Hidroxilcsoport a szomszédos szénen (vicinális diolok) | Hidroxilcsoport nem szomszédos szénatomokon                                           |
| ------------ | ------------------------------------------------------ | ------------------------------------------------------------------------------------- |
| Egyenes      | etilénglikol                                           | 1,3-propándiol; 1,4-butándiol; 1,5-pentándiol; 1,8-oktándiol                          |
| Elágazó      | 1,2-propándiol; 1,2-butándiol; 2,3-butándiol           | 1,3-butándiol; 1,2-pentándiol; etohexadiol; p-mentán-3,8-diol; 2-metil-2,4-pentándiol |

## Előállításuk
Mivel a diolok gyakran előforduló funkciós csoportok, számos módszert dolgoztak ki előállításukra.
- Vicinális diolok állíthatók elő alkének oxidációjával, rendszerint híg savas kálium-permanganát felhasználásával. Lúgos kálium-permanganát alkalmazásakor a sötét ibolyaszín zöldre változik, míg a savas kálium-permanganát teljesen elszíntelenedik.
- Alkének hasonló módon ozmium-tetroxiddal is vicinális diolokká oxidálhatók.
- Alkének hidrogén-peroxiddal epoxid képződése közben reagálnak, melyből hidrolízissel diol keletkezik, mint például a transz-ciklohexándiol szakaszos[2] vagy folyamatos mikroreaktoros[3] szintézisében:

- A Sharpless aszimmetriás dihidroxilezéssel királis diolok állíthatók elő alkénekből ozmát reagens és királis katalizátor felhasználásával.
- Másik lehetőség a Woodward-féle cisz-hidroxilezés (cisz-diol) és az alább bemutatott, hasonló Prévost-reakció (anti-diol). Mindkét módszer jódot és ezüst karbonsavsót használ.

- A Prins-reakcióban 1,3-diolok állíthatók elő formaldehid és alkén reagáltatásával.
- Geminális diolok képezhetők ketonok hidratálásával.

## Reakcióik

### Diolok általános reakciói
A diolok csakúgy, mint az alkoholok, észter- vagy éterképződési reakciókba lépnek.
A diolokat, például az etilénglikolt polimerizációs reakciókban komonomerként alkalmazzák egyes poliészterek és poliuretánok előállítása során. Ahhoz, hogy a polimerizáció ismételt észteresítési lépésekkel tovább folytatódjon, egy másik, két azonos funkciós csoportot tartalmazó monomer is szükséges. Ez lehet például dioil-diklorid vagy disav.
A diolok savkatalízis hatására gyűrűs éterré alakíthatók, ez a reakció a diol ciklizáció. Ekkor először a hidroxilcsoport protonálódik, majd a másik hidroxilcsoport intramolekuláris nukleofil szubsztitúciós reakcióban megtámadja az elektronhiányos szénatomot. Amennyiben a szénlánc elég hosszú ahhoz, hogy ne lépjen fel nagymértékű gyűrűfeszülés, gyűrűs éter keletkezik.

### Vicinális diolok
A glikolhasítás során a vicinális diolokban a C–C kötés keton vagy aldehid funkciós csoport keletkezése közben felhasad.

### Geminális diolok
A szerves geminális diolok általában könnyen dehidratálódnak, és karbonilcsoporttá alakulnak. A szénsav ((HO)2C=O) például instabil, szén-dioxiddá (CO2) és vízzé (H2O) alakul át. Ritkán azonban a kémiai egyensúly a geminális diol keletkezésének irányába van eltolódva. Például amikor formaldehid (H2C=O) oldódik vízben, a geminális diol metándiol (H2C(OH)2) képződése a kedvezményezett. További példák a dekahidroxiciklopentán (C5(OH)10) és dodekahidroxiciklohexán (C6(OH)12), melyek stabil gyűrűs geminális diolok, míg a megfelelő oxovegyületek (C5O5 és C6O6) vélhetően instabilak.

## Fordítás
Ez a szócikk részben vagy egészben  a   Diol című angol Wikipédia-szócikk ezen változatának fordításán alapul.  Az eredeti cikk szerkesztőit annak laptörténete sorolja fel. Ez a jelzés csupán a megfogalmazás eredetét és a szerzői jogokat jelzi, nem szolgál a cikkben szereplő információk forrásmegjelöléseként.